# Greg Egan
Greg Egan (Perth, Australia, 20 de agosto de 1961) es un escritor australiano de ciencia ficción.
Matemático por formación (graduado en la Universidad de Australia Occidental) y programador de computadoras por profesión, Egan está especializado en la llamada ciencia ficción dura, mezclando en sus novelas y relatos temas matemáticos, filosóficos y metafísicos, como la naturaleza de la consciencia. Otros temas que ha tratado son la genética, la realidad simulada, la transferencia de mentes, la asexualidad y la inteligencia artificial. Algunos de sus relatos iniciales presentan fuertes elementos tomados del horror sobrenatural.
Entre los premios que ha recibido destacan el John W. Campbell Memorial de 1995 por Ciudad Permutación y los premios Hugo y Locus de 1998 al mejor relato por Oceanic.

## Obras

### Novelas
- An Unusual Angle (1983)
- Cuarentena (1992) Quarantine
- Ciudad Permutación (1994) Permutation City
- El instante Aleph (1995) Distress
- Diáspora (1997) Diaspora
- Teranesia (1999) Teranesia
- Schild's Ladder (2002)
- Incandescence (2008)
- Zendegi (2010)

### TrilogíaOrthogonal
- The Clockwork Rocket (2011)
- The Eternal Flame (2012)
- The Arrows of Time (2013)

### Colecciones de relatos
- Axiomático (1995) Axiomatic
- Our Lady of Chernobyl (1995)
- Luminous (1998)
- Oceánico (2000) Oceanic and Other Stories
- Reasons to be Cheerful and Other Stories (2003)
- Singleton and Other Stories (2006)
- Dark Integers and Other Stories (2008)